# Премія YUNA найкращому виконавцю
Премія «YUNA» найкращому виконавцю — щорічна українська щорічна національна професійна музична премія, заснована у 2011 році. Премія найкращому виконавцю вручається з найпершої церемонії вручення з перервою у 2016-2017 роках. 
Рекордсменом за кількістю нагород у цій номінації є MONATIK, який здобував перемогу чотири рази, тоді як найбільш номінованим виконавцем є Макс Барських (сім номінацій).

## 1991-2015

### 1991-2012
- Олександр Пономарьов[1]
  - Віктор Павлик
  - Віталій Козловський
  - Іван Дорн

### 2013
- Іван Дорн[2]
  - Святослав Вакарчук
  - Віталій Козловський
  - Макс Барських
  - Влад Дарвін

### 2014
- Іван Дорн[3]
  - Арсен Мірзоян
  - Віталій Козловський
  - Макс Барських
  - Влад Дарвін

### 2015
- Іван Дорн[4]
  - Арсен Мірзоян
  - Віталій Козловський
  - Макс Барських
  - MONATIK

## 2018-2022

### 2018
- MONATIK[5]
  - Ivan NAVI
  - Іван Дорн
  - Арсен Мірзоян
  - Сергій Бабкін

### 2019
- MONATIK[6]
  - Олег Винник
  - Макс Барських
  - Арсен Мірзоян
  - Сергій Бабкін

### 2020
- MONATIK
  - Alekseev
  - Mélovin
  - Сергій Бабкін
  - Макс Барських
  - Артем Пивоваров

### 2021
- MONATIK
  - Сергій Бабкін
  - Макс Барських
  - Артем Пивоваров
  - Khayat

### 2022
- Артем Пивоваров
  - Dantes
  - Макс Барських
  - MONATIK
  - Wellboy